# Hejmo
Hejmo (forma żeńska: Hejmo/Hejmowa/Hejmówna, liczba mnoga: Hejmowie) – polskie nazwisko. W Polsce nosi je ok. 270 osób.

## Nazwisko Hejmo w powiatach i miastach
Najwięcej osób o tym nazwisku zameldowanych jest w Bochni, oprócz tego zamieszkują jeszcze 22 powiaty i miasta. 

## Znani Hejmowie
- Konrad Hejmo – duchowny katolicki, dominikanin